# Parada (jeździectwo)

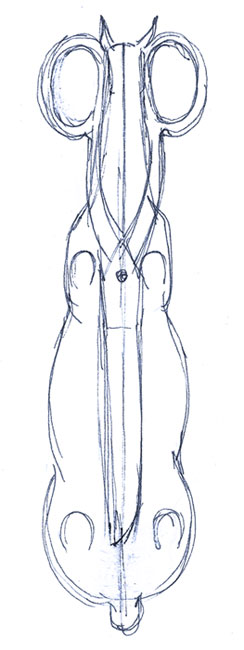
Schemat "nożyc" pokazujący równe ustawienie konia

Parada – w jeździectwie stan konia uzyskiwany poprzez działanie pomocy jeździeckich, zakończony zatrzymaniem konia. Podczas parady koń jest w pełni skupiony na pomocach, jeździec zaś musi być pewien, że przekazuje koniowi komunikat. Ciężar konia powinien być równomiernie rozłożony na wszystkich kończynach, a potylica powinna być najwyższym punktem jego ciała. Koń powinien pozostawać w zebraniu, uważny i gotów do reakcji na sygnały jeźdźca. 